# (37170) 2000 WY26
2000 دابليو واي 26 (ويعرف أيضًا باسم (37170) 2000 دابليو واي 26 وفق تسمية الكوكب الصغير) (بالإنجليزية: 2000 WY26)‏ هو كويكب ضمن حزام الكويكبات؛ وترتيبه 37170 من حيث الاكتشاف.
اكتُشف هذا الجُرم الفلكي بواسطة بحث لنكولن عن الكويكبات القريبة من الأرض في 25 نوفمبر 2000.

## وصلات خارجية
- (37170) 2000 WY26 في قاعدة بيانات مختبر الدفع النفاث لأجرام النظام الشمسي الصغيرة

- الاكتشاف · مخطط المدار ·  العناصر المدارية · المعلمات المادية

- (37170) 2000 WY26 على موقع ويكي سكاي: DSS2, SDSS, GALEX, IRAS, Hydrogen α, X-Ray, Astrophoto, Sky Map, Articles and images